# Куліш Лариса Юліанівна
Лариса Юліанівна Куліш (нар. 17 квітня 1931, Томашпіль — пом. 16 листопада 2001, Київ) — український мовознавець, доктор філологічних наук з 1984 року, професор з 1986 року. Дочка лікаря-онкогінеколога Юліана Коваля, мати художниці Олени Куліш.

## Біографія
Народилася 17 квітня 1931 в селищі міського типу Томашполі Вінницької області. 1955 року
закінчила факультет романо‑германської філології Київського університету. З 1956 по 1963 рік викладала у Київському медичному інституті.
З 1963 року у Київському університеті: у 1963—1967 роках — викладач; у 1968–1969 роках — старший викладач, у 1969–1974 роках — доцент, у 1974–1976 роках — старший науковий співробітник, у 1976–1982 роках — завідувач кафедри англійської філології факультету романо‑германської філології. Читала загальний курс англійської мови, курс методики викладання іноземних мов. 1968 року захистила кандидатську дисертацію.
У 1982–2001 роках — завідувач кафедри мов Національної музичної академії України.
Померла в Києві 16 листопада 2001 року. Похована в Києві на Міському кладовищі «Берківцях» (ділянка № 94, ряд № 13, місце № 8).

## Праці
Досліджувала питання психолінгвістики, методики викладання англійської мови, зокрема у медичній сфері. Авторка понад 100 наукових праць, зокрема:
- Разговорный язык для медиков. 1962 (у співавторстві);
- Методика викладання іноземних мов у вищій школі. Київ, 1971 (у співавторстві);
- Пособие по обучению устной речи (восприятие на слух и говорение). 1978 (у співавторстві);
- Психолигвистические аспекты восприятия устной иноязычной речи. Київ, 1982;
- Английский для общения. 1995 (у співавторстві);
- Прискорений курс англійської мови: Підручник для студентів вузів. 4‑те видання. Київ, 2001 (у співавторстві).